# Mitragyna rubrostipulata
Mitragyna rubrostipulata (K.Schum.) Havil., 1897 è un albero tropicale della famiglia delle Rubiaceae.

## Descrizione
Ha portamento arborescente, può raggiungere l'altezza di 30 m.
È caratterizzata da una infiorescenza globulare che può essere composta da fino a 120 flosculi più piccoli. Ogni flosculo è circondato da numerose brattee che lo ricoprono completamente durante la fase dello sviluppo. L'infiorescenza si presenta come un doppio fiore che si sviluppa sulla cima dello stesso ramo.
I rami germogliati da poco, presentano 10-12 foglie disposte in paia opposte e decussate, con ciascun paio di foglie accompagnato da due stipole interpetiolari che inizialmente sono strette a protezione delle gemme apicali.
Il frutto è una capsula che contiene numerosi piccoli semi piatti.

## Distribuzione e habitat
È diffuso nelle zone umide dell'Africa tropicale e subtropicale.